# Johan Kielland Bergwitz
Johan Kielland Bergwitz, född den 2 juli 1874 i Kristiania (nuvarande Oslo), död 1948, var en norsk publicist. 
Bergwitz blev cand. jur. 1897, sakförare i Kristiania 1897-1903, direktör i Grefsen Sanatorium för tuberkulösa 1899-1901, i Kristiania Ørebank 1901-03 och medutgivare av Kristiania adressebog 1899-1904. Han övergick därefter till historiska studier och offentliggjorde senare många biografiska, genealogiska och historiska avhandlingar och artiklar, däribland en rad årliga häften om 50 Aars Studenter (1904-10), Den norske Gejstlighed og Arvehyldningen 1661 (i "Norsk teologisk Tidsskrift" 1911), Onsø Herred 1814-1914 (1915), Grimstad 1800-1850 som Type paa norsk Smaaby med  inledningen Henrik Ibsens Ophold i Grimstad (1916), Fra adelsstyre til enevælde i Norge (1918) och Kongsberg som bergkoloni, bergstad og kjøpstad 1624-1924 (2 band, 1924).  I många år var han verksam som föredragshållare, särskilt i Folkeakademierna. År 1925 blev Bergwitz statsarkivarie i Trondheim. I mars 1930 framkom i pressen vissa besynnerliga upplysningar om hans ämbetsutövning, och saken gjordes till föremål för behandling i Stortinget. År 1934 blev han arkivarie vid Statsarkivet i Oslo.